# 士文伯
士文伯（？—？），祁姓，士氏，名匄（ 匄即「丐」古字，一说作正），字伯瑕，中国春秋时期晋国的大夫。与范氏范宣子士匄同名同时代。
士伯瑕辅佐赵武。前542年，子产陪同郑简公到晋国去，晋平公由于兄弟国家鲁国有丧事，没有接见他们。子产派人将晋国宾馆的围墙全部拆毁而安放自己的车马。士文伯责备子产，结果子产应对得当。前540年，鲁昭公聘问晋国，被士文伯劝回。前536年，他和叔向都不支持子产铸刑书。前535年，日食，士文伯说是对应卫国、鲁国。当年，卫襄公和季武子都死了。前530年，齐景公与晋昭公会宴。中行穆子陪同，投壺时言辞不当，被士文伯批评。